# Marisa Florez
María Luisa Fernández Flórez (León, 1948), conocida como Marisa Florez, es una fotoperiodista y editora gráfica española dedicada al trabajo fotográfico en el ámbito político y fotografía de guerra. Es una de las primeras reporteras gráficas en la historia de la fotografía española. Fotografió la Transición española y la formación de la democracia. Premio Nacional de Periodismo de España en 1981 por el conjunto de sus reportajes de periodismo gráfico publicados en 1979. En mayo del año 2025, se ha estrenado en las salas del Canal de la Comunidad de Madrid una completísima exposición del período de la transición comisariada por la historiadora Mónica Carabias. 

## Trayectoria
Nació en León, donde estudió hasta Preuniversitario. Desde pequeña se interesó por la fotografía y por el cine, alentada por su abuela. Estudió Información y Turismo. Adquirió su formación en fotografía a través de cursos, especialmente uno muy completo en la Complutense, seminarios y talleres. Empezó a hacer fotos de manera amateur y al ver su trabajo, profesionales de su entorno la alentaron a seguir al ver la calidad de su trabajo. 
Empezó a trabajar en prensa en 1971 con 23 años, haciendo fotos para Informaciones, dirigido por Jesús de la Serna y con Juan Luis Cebrián como subdirector. También realizó foto fija para televisión, en concreto los Estudio 1 que dirigía Pilar Miró y que se rodaban en los Estudios de Prado del Rey, así como para el grupo de Teleprograma (TP). 
En 1976 pasó a El País -se incorporó en septiembre al diario, que arrancó el mes de mayo anterior- coincidiendo con el comienzo de una etapa de libertad de expresión en España por la muerte del dictador, medio en el que trabajó durante cuatro décadas. Flórez, que adoptó profesionalmente el apellido materno, fue testigo de cambios políticos, con su cámara. Se le prohibió el paso a veces a algunos espacios por ser mujer, si bien esto no le impidió usar su cámar para captar la historia y “huir de la oficialidad y dar una nueva imagen de una nueva forma de hacer política”. Sus fotografías eran el complemento gráfico de artículos de fondo y de análisis político de escritores como Manuel Vázquez Montalbán, Francisco G. Basterra, Javier Tusell, o Javier Marías.
Fue redactora jefa de fotografía del diario El País, retratando la vida, actividad y paisaje político de los años 1970 y 1980. Y posteriormente desarrolló la labor de editora gráfica, seleccionando las fotos de otros, y configurando el día a día de un periódico. 
En 1981 recibió el Premio Nacional de Periodismo por el conjunto de sus reportajes publicados en 1979. Flórez declaró que el galardón "no premia el trabajo de una persona sola, sino que reconoce la labor de una profesión" y que "el periodismo gráfico ha estado relegado injustamente a un segundo plano y es hora de que se le coloque en el puesto que le corresponde".
Fue pionera de la edición gráfica en la web en la etapa de Borja Echevarría, cuando internet era una novedad a la que se dedicaban escasos profesionales. Mantuvo la regla de oro del fotoperiodismo -calidad, veracidad, información, noticias- y supo adaptarse a los requisitos del medio para dar el adecuado tratamiento a las imágenes, los formatos, la forma de contar las noticias, la edición y el relato.
Además de fotógrafa es escritora, publicando artículos sobre fotografía y el fotoperiodismo para diversas instituciones, como el Centro Virtual Cervantes.
En el año 2000, con motivo de los 25 años transcurridos desde la muerte de Franco, Flórez fue protagonista en dos exposiciones de recuperación de la memoria de la Transición. En la primera, Fórez junto a Luis Magán protagonizaron una exposición que rememoraba los años de la Transición en España y que a la vez rendía homenaje al fotoperiodismo y a las personas fotógrafas de prensa, que tanto protagonismo tuvieron en este periodo.
En la segunda, junto a Queca Campillo, dos de las periodistas gráficas más representativas de la etapa constitucional española, trabajaron en una publicación y una exposición para explicar a través de los objetivos de sus cámaras, el reflejo de aquella etapa histórica fundamental. Desde el diálogo, el consenso, la tolerancia y el marco autonómico hasta la violencia, el sufrimiento y el intento de golpe de Estado de 1981. Se evidenció el interés por recordar acontecimientos trascendentales, e impulsó el recuerdo y la memoria de quienes vivieron aquellos momentos, sacando del ostracismo y el olvido cinco lustros de la historia reciente de España.
En 2003 la exposición Imágenes de la Transición "Una Mirada Personal" puso en valor la aportación de Flórez desde el fotoperiodismo a la documentación de lo que ocurrió durante la Transición Española. La exposición fue exhibida en numerosos lugares, entre otros, Madrid, Collado Villalba, Alcobendas, Cádiz.
En enero de 2018 continúa vinculada a El País como profesora de su Escuela de Periodismo, dirigida por Jesús de la Serna hasta su fallecimiento. Prepara a la juventud que llega al periodismo en la importancia de la fotografía, de la puesta en página y de los ritmos que tiene que llevar una fotogalería en la web.  Y prepara un libro de memorias titulado Españoles... Franco ha muerto a publicar por la editorial Libros.com.

## Significación
Su visión de la política no se limita a los momentos clave de la representación si no a instantes de tiempo muerto, de distensión, rompe con la imagen tradicional y preparada que se ofrecía hasta entonces.
“El fotoperiodismo, a lo largo del tiempo, ha pretendido reflejar la realidad de la sociedad, desde la mirada personal de los profesionales que, a través de escenarios, costumbres y protagonistas, han contado la historia de la vida.”
“La pista para avanzar por las realidades de un tiempo histórico arranca con el siglo, con la resaca del fin de las colonias y atraviesa otros conflictos bélicos y sociales. La identidad del dolor de España, de las generaciones de escritores, pensadores y artistas llegan a los años 70 con la transición política, la recuperación de las libertades y las «movidas» hasta que el cuerpo aguante. El final de esta secuencia termina precisamente con el momento más rico y vigoroso del fotoperiodismo: cuando la libertad también se hizo cámara y registró el camino de una ansiada democracia. Desde las calles, los mítines, las manifestaciones, las elecciones, la identidad de las comunidades, surgieron los nuevos registros que acabaron con el tiempo.”

## Obra
Entre las numerosas fotos históricas que se consideran historia gráfica de España se encuentran Aznar y González se estrechan la mano en el hemiciclo, tras la ceremonia de investidura del segundo, julio de 1993; Pleno del congreso. Grupo de Alianza Popular. Manuel Fraga dormido, junio de 1980; Blas Piñar y Santiago Carrillo durante un pleno de las Cortes, marzo de 1979; La actriz Susana Estrada recibe el premio de manos del alcalde, profesor Tierno Galván, con un pecho al aire. Premio populares de Pueblo. 1978; o Yeserías, antigua cárcel de mujeres. Enero 1982.
Flórez realizó también otras fotografías que son icono de aquellos años, como la que reflejó la soledad de Suárez en el banco azul y que mereció ocupar, por primera vez, las cinco columnas de la portada del diario El País. O también la de la bajada de La Pasionaria y Rafael Alberti por las escaleras del Hemiciclo para ocupar la Mesa de Edad de la primera sesión de las Cortes Constituyentes de 1977.

## Premios y reconocimientos
- 1981. Premio Nacional de Periodismo de reportajes gráficos[9][10]
- 2015. VI Premio de Fotografía Piedad Isla. Diputación de Palencia[4][20]

## Exposiciones
A lo largo de su carrera han sido numerosas las exposiciones de su obra, entre ellas:
- Imágenes de la Transición: Una Mirada Personal. Casas de la Cultura. Collado Villalba, Madrid, 2003 y Asociación de la Prensa de Madrid, Madrid, 2005.
- Memorias y miradas de un fin de siglo constitucional. Marisa Flórez y Queca Campillo. Fundación Santillana. Santillana del Mar. Cantabria. 2000
- 25 años después. Memoria gráfica de una transición. Marisa Flórez y Luis Magán. Fundación Telefónica. Madrid. 2000

## Vida personal
Se casó muy joven con el fotógrafo Raúl Cancio, lo que fomentó más aún su interés por la profesión.